# Spoorlijn 2 (Polen)

Ligging van spoorlijn 2

Spoorlijn 2 is een spoorlijn in Polen. De spoorlijn heeft een lengte van 211,3 km en verbindt de hoofdstad Warschau met de plaats Terespol nabij de grens van Wit-Rusland.
De lijn werd gebouwd tussen 1866-1867 op initiatief van de ondernemer en de bankier Leopold Kronenberg.

## Traject
- 0,346 Warszawa Centralna
- 4,254 Warszawa Wschodnia
- 11,753 Warszawa Rembertów
- 16,385 Warszawa Wesoła
- 18,183 Warszawa Wola Grzybowska
- 19,980 Sulejówek
- 21,567 Sulejówek Miłosna
- 25,664 Halinów
- 28,813 Cisie
- 31,317 Dębe Wielkie
- 32,661 Nowe Dębe Wielkie
- 35,800 Wrzosów
- 40,595 Mińsk Mazowiecki
- 43,087 Mińsk Mazowiecki Anielina
- 46,143 Barcząca
- 50,422 Mienia
- 53,784 Cegłów
- 58,685 Mrozy
- 63,805 Grodziszcze Mazowieckie
- 68,760 Sosnowe
- 72,128 Koszewnica
- 77,895 Kotuń
- 85,345 Sabinka
- 89,863 Siedlce Zachodnie
- 92,694 Siedlce
- 95,415 Siedlce Wschodnie
- 97,308 Białki Siedleckie
- 100,333 Kosiorki
- 102,854 station Borki Kosy
- 107,324 Dziewule
- 109,931 Radomyśl
- 112,678 station Krynka Łukowska
- 120,448 Łuków
- 122,500 station Łuków Zapowiednik
- 128,072 Matysy
- 131,554 Szaniawy
- 136,956 Brzozowica
- 142,253 Misie
- 148,657 Międzyrzec Podlaski
- 154,248 Sitno
- 157,400 Szachy
- 160,482 Sokule
- 167,990 Porosiuki
- 172,863 Biała Podlaska
- 175,229 Biała Podlaska Rozrządowa
- 180,822 Ogrodniki
- 183,633 Perkowice
- 188,896 Chotyłów
- 194,808 Dobrynka
- 201,575 Małaszewicze
- 204,090 Kobylany
- 209,280 Terespol
- 211,657 grens